# Nova Capital Administrativa
A Nova Capital Administrativa é uma cidade em construção para se tornar a capital do Egito em substituição da superpovoada cidade do Cairo. O local está localizado a cerca de 45 quilômetros a leste do Cairo, no meio do deserto.
Esta mudança é uma tentativa de desobstruir a metrópole, vítima de uma expansão demográfica e econômica que a infraestrutura se esforça para seguir. No entanto, observadores apontam que esta mudança para o leste provavelmente também tenha objetivos políticos, incluindo maior proximidade ao poder com a área estratégica do Canal de Suez. 
O projeto, planejado desde a década de 1970 e constantemente adiado, recebeu seu lançamento real quando Abdel Fattah al-Sissi chegou ao poder. No Egito o projeto também gerou uma certa quantidade de críticas, particularmente no que diz respeito ao seu financiamento. 

## Localização e toponímia
A futura capital está localizada a cerca de 45 km a leste do Cairo, no meio do deserto. No entanto, é inteiramente dentro da província do Cairo; de fato, a constituição egípcia diz explicitamente que o Cairo é a capital do Egito . 
Em abril de 2019, a cidade ainda não tem nome. No entanto, detratores do projeto ironicamente chamam de "Madinat Sissi" (em árabe) ou "Sissi-City" (em inglês), ou "Cidade de Sissi" para enfatizar o caráter faraônico, pessoal e voluntarista do projeto. Alguns comentaristas usam o nome dado ao projeto durante sua apresentação oficial, "Future City".

## História do projeto

### Primeiros projetos
A futura nova capital egípcia está alinhada com muitas novas cidades, lançadas pelos vários governantes egípcios desde a independência, todas visando desobstruir o vale do Nilo, que é a única terra arável do país. Assim, o plano diretor de 1974 previa o desenvolvimento de dezoito novas cidades, todas localizadas no deserto a leste ou oeste do rio (por exemplo, 10 de Ramadã  e 6 de outubro).
Entre 1977 e 2000, vinte e dois projetos foram concluídos com êxito, particularmente sob Sadat e Mubarak.

### Renascimento sob al-Sisi

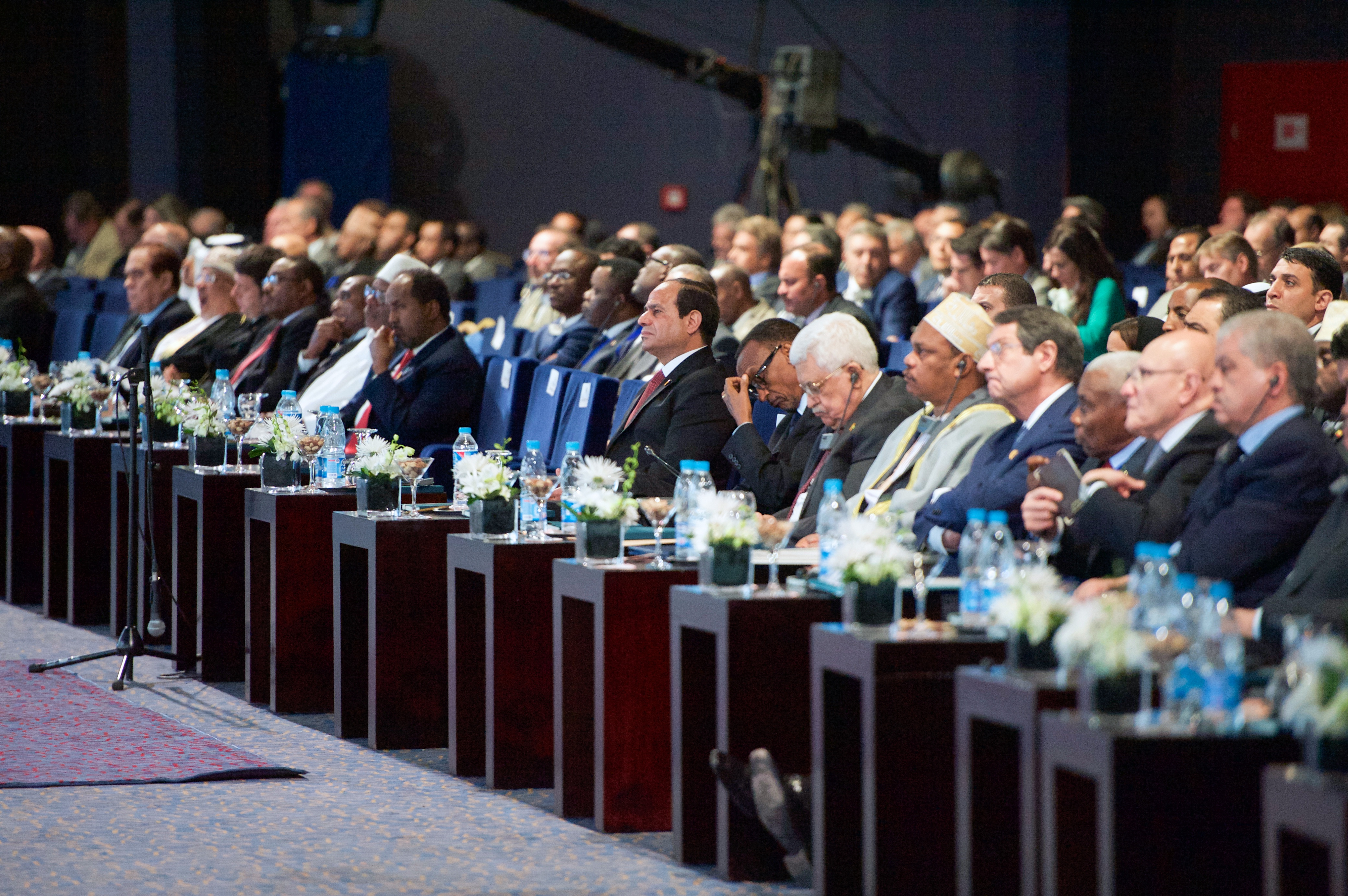
A conferência de Sharm el-Sheikh, durante a qual Abdel Fattah al-Sissi anunciou em março de 2015 a criação da futura capital.

Assim que chegou ao poder em 2014, Abdel Fattah al-Sissi demonstrou grande interesse por este projeto e rapidamente lançou-o. Em março de 2015, em Sharm el-Sheikh, ele apresentou o projeto à comunidade internacional. O cronograma de trabalho propõe que a mudança do palácio presidencial, do Parlamento e dos 32 ministérios ocorra em junho de 2019.
O interesse da al-Sisi por este projeto é triplo. Primeiramente, a nova cidade pretende desobstruir o Cairo, que em 2015 tem dezoito milhões de habitantes (noturnos), mas até vinte e dois milhões de usuários (diurnos). A previsão oficial da população do Egito alcance uma população de 40 milhões em 2040.
Além disso, a escolha de mover o centro do poder político para o leste não deve nada ao acaso; muitos observadores concordam que o presidente egípcio está tentando aproximar o poder do Canal de Suez, uma artéria comercial vital para o país; bem como a Península do Sinai politicamente rebelde.

### Trabalhos realizados

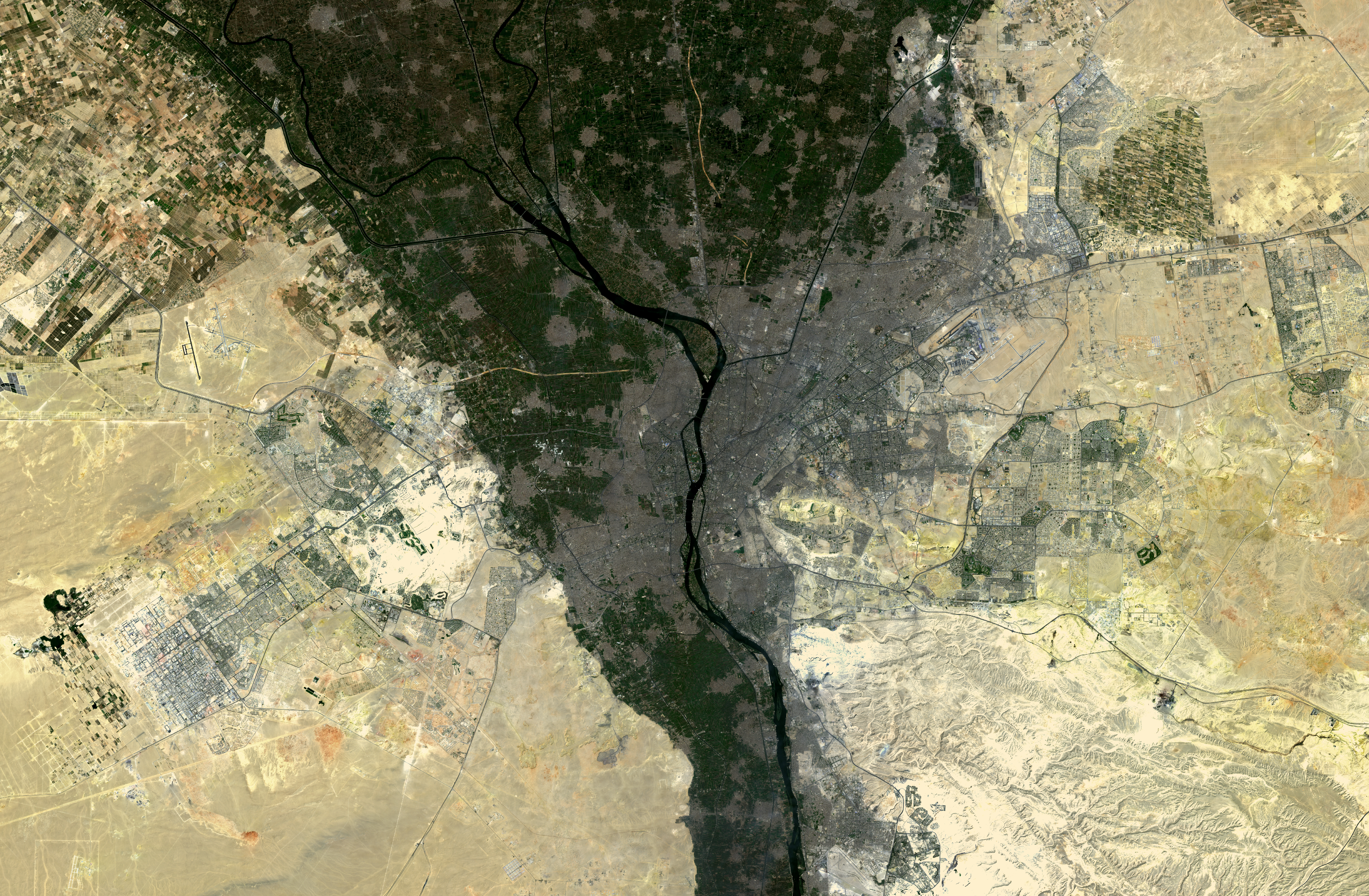
Vista de satélite do Cairo em novembro de 2015. A leste do centro da cidade, vê-se os empreendimentos imobiliários inacabados do Novo Cairo. Mais a leste, vê-se a primeira terraplenagem das rodovias da nova capital.

O trabalho começou com um grande projeto de infraestrutura. Em março de 2018, estavam construídos 390 quilômetros de rodovias. Em 2016, começou a primeira fase das obras urbanas, cobrindo uma área de 17 000 hectares, (25 000 alojamentos, divididos em 700 prédios e 950 vilas). Nesta fase trabalharam cerca de duzentas mil pessoas, entre trabalhadores, oficiais, militares, etc. Esta primeira fase correspondeu a um orçamento de cerca de 70 bilhões de libras egípcias (cerca de 3,3 mil milhões de euros à taxa de câmbio de 2018).
A República Popular da China, muito presente no financiamento do projeto, também tem vindo a investir na construção, com a realização de pelo menos vinte edifícios.

## Características urbanas
O terreno total da nova capital é de 700 km2. O projeto deverá acomodar cerca de seis milhões e meio de habitantes, espalhados por vinte e um distritos residenciais, durante um período de cerca de vinte anos. A cidade está planejada para ter cerca de dez mil quilômetros de novas estradas, das quais uma parte importante é reservada para pedestres. Na conclusão, estão previstos 1 750 000 empregos permanentes, além de 663 postos de saúde, 700 creches e maternais, além de um parque temático.
Além de inúmeras habitações, não apenas de alto padrão, mas também mais modestas para acomodar todos os funcionários do novo complexo, o projeto inclui hotéis de luxo, um novo aeroporto e uma torre de 345 metros. Em janeiro de 2019, foi inaugurado o primeiro edifício público, a Catedral da Natividade de Cristo, em homenagem ao ataque de 11 de dezembro de 2016, sendo a maior igreja do Oriente Médio.

## Críticas

### Financiamento
A crítica mais forte ao projeto é a falta de transparência quanto ao financiamento da operação. O custo anunciado do projeto é de cerca de € 43 bilhões em 2015, enquanto o Egito está passando por uma grande crise econômica e fiscal. Se a maioria dos nomes dos equipamentos públicos construídos ou a serem construídos é desconhecida, a principal artéria do projeto terá o nome de Mohammed ben Zayed, príncipe herdeiro do emirado de Abu Dhabi, o que sugere que os Emirados Árabes Unidos financiem pelo menos parte do projeto: "Egito está engajado no Golfo, Arábia Saudita e Emirados".
A China State Construction Engineering financia um terço do preço estimado do projeto (cerca de 15 bilhões de euros dos 45 previstos) por meio de um mecanismo de empréstimo  . 

### Alto risco de não conclusão
As estimativas oficiais da duração da construção variam de acordo com as pessoas que fazem os anúncios: al-Sissi fala sobre um projeto que não excede cinco anos; o Ministro da Habitação estima entre cinco e sete anos a duração do trabalho; o Ministro do Investimento fala de doze anos de construção antes do comissionamento. O exemplo das novas cidades egípcias já construídas mostra seu relativo fracasso em se desenvolver (com exceção do Dez-de-Ramadã, que parcialmente cumpriu seus objetivos iniciais), e em desobstruir a capital.
A análise do trabalho realizado no final de 2017 e no início de 2018 mostra uma diminuição do projeto em comparação com as ambições iniciais, sobre o qual nenhuma comunicação oficial foi feita. Muitos outdoors apresentando a cidade inicialmente planejada foram retirados ou rasgados, o que sugere uma modificação bastante significativa do projeto. Essa mudança é observável nos edifícios já construídos, que não correspondem à arquitetura do estilo de Dubai anunciado, mas sim ao que é feito há anos em termos de construção no Egito.

### Abastecimento de água
Outro ponto frequentemente enfatizado é a dificuldade de abastecer o novo conjunto urbano com água doce; a única fonte disponível é de fato o próprio Nilo, cuja água deve ser bombeada para trazê-la para o deserto.

### Cidade para os ricos
Outra crítica dirigida ao projeto é formar uma cidade para os que estão em melhor situação, excluindo indiretamente - pelo preço da habitação proposto  - ou mesmo diretamente - pela constituição de uma cidade fechada e muito segura - as camadas mais populares. Ismail Alexandrani, um jornalista investigativo egípcio, estima em 2015 que a nova capital será um "campo de golfe isolado e com ar-condicionado".
Por outro lado, o custo deste projeto necessariamente mobiliza fundos que poderiam ter sido usados em outros lugares. De acordo com Khaled Fahmy, o projeto é "a melhor ilustração da insistência [do governo] em ignorar [a população]" e um exemplo da "total ausência de instituições democráticas eficazes". O jornalista Ismail Alexandrani acredita que este projeto é a culminação do modelo neoliberal de desenvolvimento urbano defendido e realizado por Hosni Mubarak durante sua presidência, modelo financiado em parte pelos países do Golfo e mais focado em alçar o Cairo na rede de cidades globais do que no bem-estar dos habitantes.

### Eficácia do descongestionamento
O medo de que a moradia seja inacessível para a classe média e para a classe baixa do Egito gera outra preocupação: que a nova capital seja um elefante branco, uma cidade pouco povoada em relação às suas ambições e, portanto, que o Cairo continue congestionado e piore. Assim, algumas delegações diplomáticas atualmente estabelecidas no Cairo não consideram qualquer mudança para a nova capital, mas apenas a criação de um consulado local  . 
Mesmo que tenha sucesso, alguns temem que o projeto urbano da nova cidade crie uma forte migração pendular entre os dois polos do Cairo antigo e a nova cidade, contribuindo para o congestionamento e não para o alívio das infraestruturas.